# إريك برادو
إريك برادو (بالإسبانية: Erick Dowson Prado)‏ هو لاعب كرة قدم سلفادوري في مركز الوسط، ولد في 25 يناير 1976 في سان سلفادور في السلفادور. شارك مع منتخب السلفادور لكرة القدم. أما مع النوادي، فقد لعب مع نادي سانتانيكوس أسوشيتد.

## وصلات خارجية
- إريك برادو على موقع الاتحاد الدولي (مؤرشف)  (الإنجليزية)
- إريك برادو على موقع قاعدة بيانات كرة القدم.إي يو (الإنجليزية)
- إريك برادو على موقع ناشيونال فوتبول تيمز (الإنجليزية)